# Ephies sulcipennis
Ephies sulcipennis là một loài bọ cánh cứng trong họ Cerambycidae.